# Hårdskinn
Hårdskinn (Amylostereum chailletii) är en svampart som först beskrevs av Christiaan Hendrik Persoon, och fick sitt nu gällande namn av Boidin 1958. Enligt Catalogue of Life ingår Hårdskinn i släktet Amylostereum,  och familjen Amylostereaceae, men enligt Dyntaxa är tillhörigheten istället släktet Amylostereum,  och familjen Stereaceae. Arten är reproducerande i Sverige. Inga underarter finns listade i Catalogue of Life.

## Bildgalleri

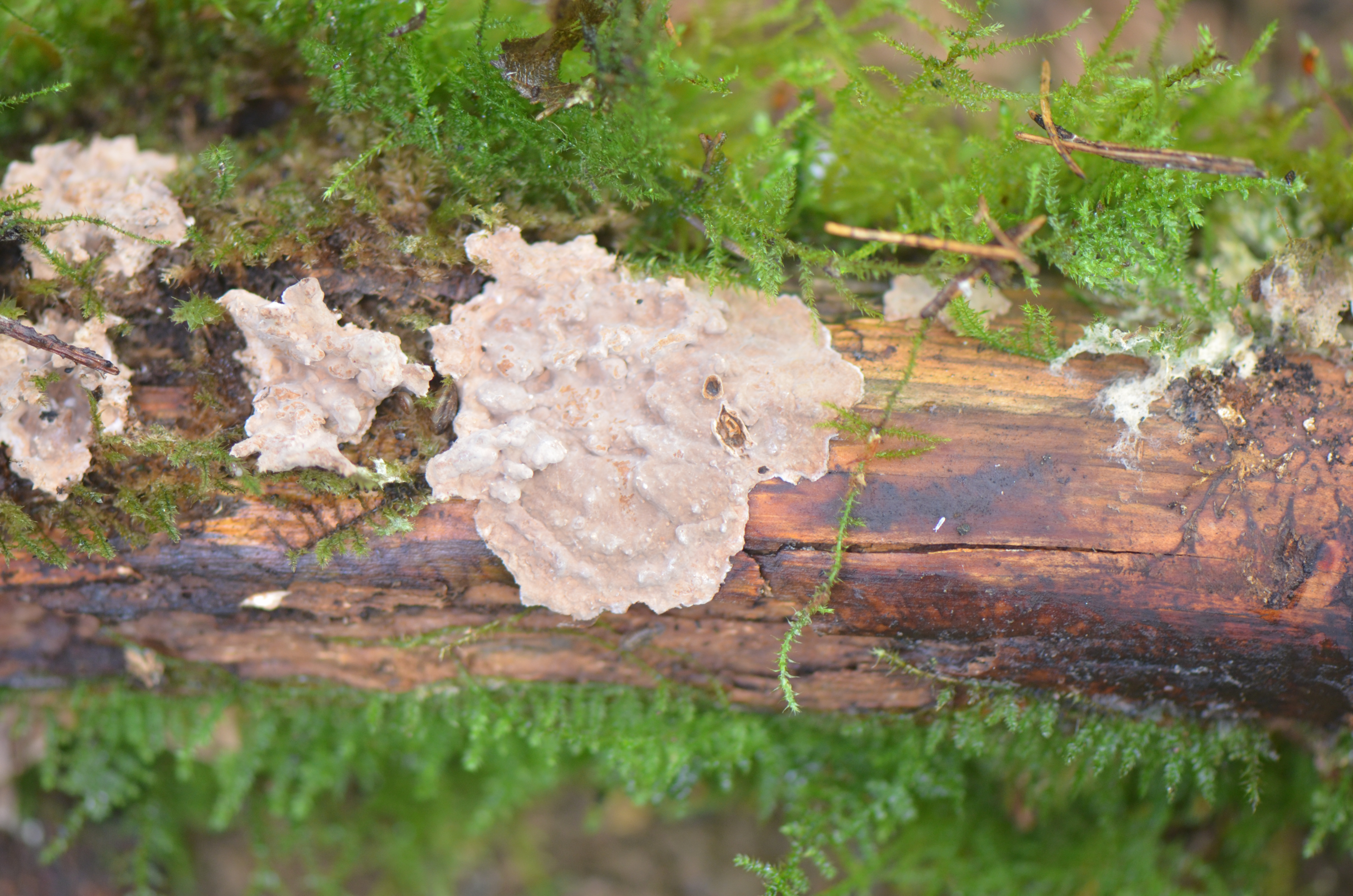